# Macquenoise
Macquenoise (en wallon local Maq'nwêse) est une section de la commune belge de Momignies, située en Wallonie dans la province de Hainaut.
C'était une commune à part entière avant la fusion des communes de 1977.
Macquenoise se trouve sur le territoire du Parc national de l'Entre-Sambre-et-Meuse (ESEM).

## Géographie
Macquenoise est bordé au sud et à l'ouest par la frontière française. C'est le seul véritable village belge traversé par l'Oise entre sa source dans le bois de Bourlers et la France.

## Évolution démographique
- Sources : INS, Rem. : 1831 jusqu'en 1970 = recensements, 1976 = nombre d'habitants au 31 décembre.

## Histoire
Étymologiquement « Marché sur l'Oise », la localité a été occupée dès la préhistoire, comme l'attestent les nombreux petits ateliers de taille du silex découverts le long de l'Oise et de la Wartoise, ainsi que les pointes de flèches, haches et grattoirs régulièrement trouvés dans les champs.
L'époque gallo-romaine nous a aussi laissé quelques vestiges : cave d'une villa, fondations d'un bâtiment de thermes, meules en arkose, urnes cinéraires, tessons de poterie sigillée, sesterces d'Antonin le Pieux, carafe, fragments de bracelets en verre, scories de minerai de fer, indices de l'industrie primitive du fer et l'indicateur routier de Macquenoise. L'une des plus belles trouvailles faite à Macquenoise est sans conteste le seul menhir anthropomorphe connu à ce jour en Wallonie, représentant le dieu celte Iverix.

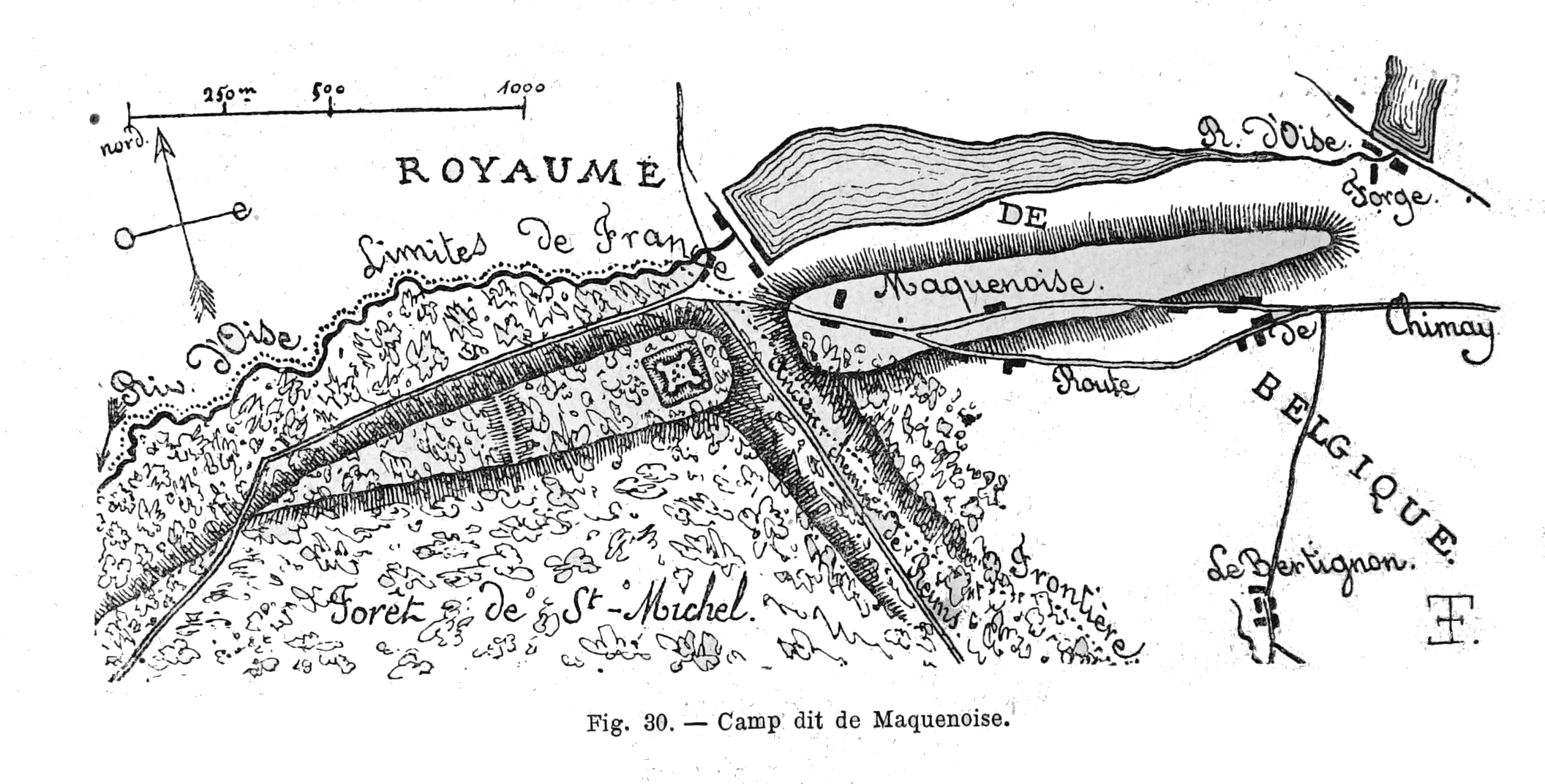
Anciennes retenues d'eau et château.

Sous l'Ancien Régime, Macquenoise constitue une seigneurie, tenue en fief du seigneur de Chimay et fait partie de la paroisse de Momignies. Des carrières d'arkose sont encore recensées en 1780, l'industrie du fer (Forge Gérard, fourneau de Macquenoise, la Lobiette sur l'Oise, Gratte Pierre sur la Wartoise) perdure jusqu'au XIXe siècle et les saboteries ferment peu avant 1939.
L'existence d'un four à verre au « Four Matot » apparaît dans une donation de Pierre Le Verrier en 1184. Cette verrerie fermera vers 1780.
La commune est créée le 7 juin 1867 par l'adjonction du territoire de « Formatot » à celui du hameau de Macquenoise.
L'ensemble Momignies-Macquenoise constitue depuis le XIXe siècle un foyer relativement peuplé. Cette concentration qui s'explique aujourd'hui par la renaissance de l'industrie verrière se justifiait au siècle dernier par l'extension considérable des cultures au détriment des forêts.

### Pendant les deux Guerres mondiales

#### Déportation durant la Première Guerre mondiale
Le 25 novembre 1916, quatorze villageois — dont dix jeunes hommes de 17 à 21 ans — sont embarqués vers un camp de travail à Güben, en Allemagne, où durant le rude hiver de 1916 à 1917, le froid et les privations sont la cause du décès de quatre d'entre eux.

#### Chute d'une forteresse volante
Le 8 février 1944, un bombardier américain B-17 tombe à 2 km à l'est de la ferme de la Distillerie. Huit des dix membres d'équipage s'en tirent mais trois d'entre eux seront fusillés quelques semaines plus tard par les SS dans les bois de Saint-Remy. L'inauguration d’un monument commémoratif (surmonté d'une hélice) a eu lieu le 27 août 1989 à Macquenoise en présence de quatre survivants.

## Patrimoine et culture locale

### Patrimoine architectural

#### Eglise Saint-Amand
Construite en 1846 en style classique.

### Le menhir de Macquenoise
En 1708, des documents mentionnent un « gros caillou » au lieu-dit Bertignon. En 1970, on découvre dans un ancien étang un grès haut de 1,30 m. On a tout lieu de croire qu’il s’agit de la même pierre. Celle-ci, qui est polie et sculptée, représente l’effigie d’un homme. C’est d’ailleurs le seul menhir anthropomorphe de Wallonie ; il a été déposé au Musée archéologique de Charleroi. Ce menhir est une représentation du dieu celte Iverix.

### Culture

#### Filmographie

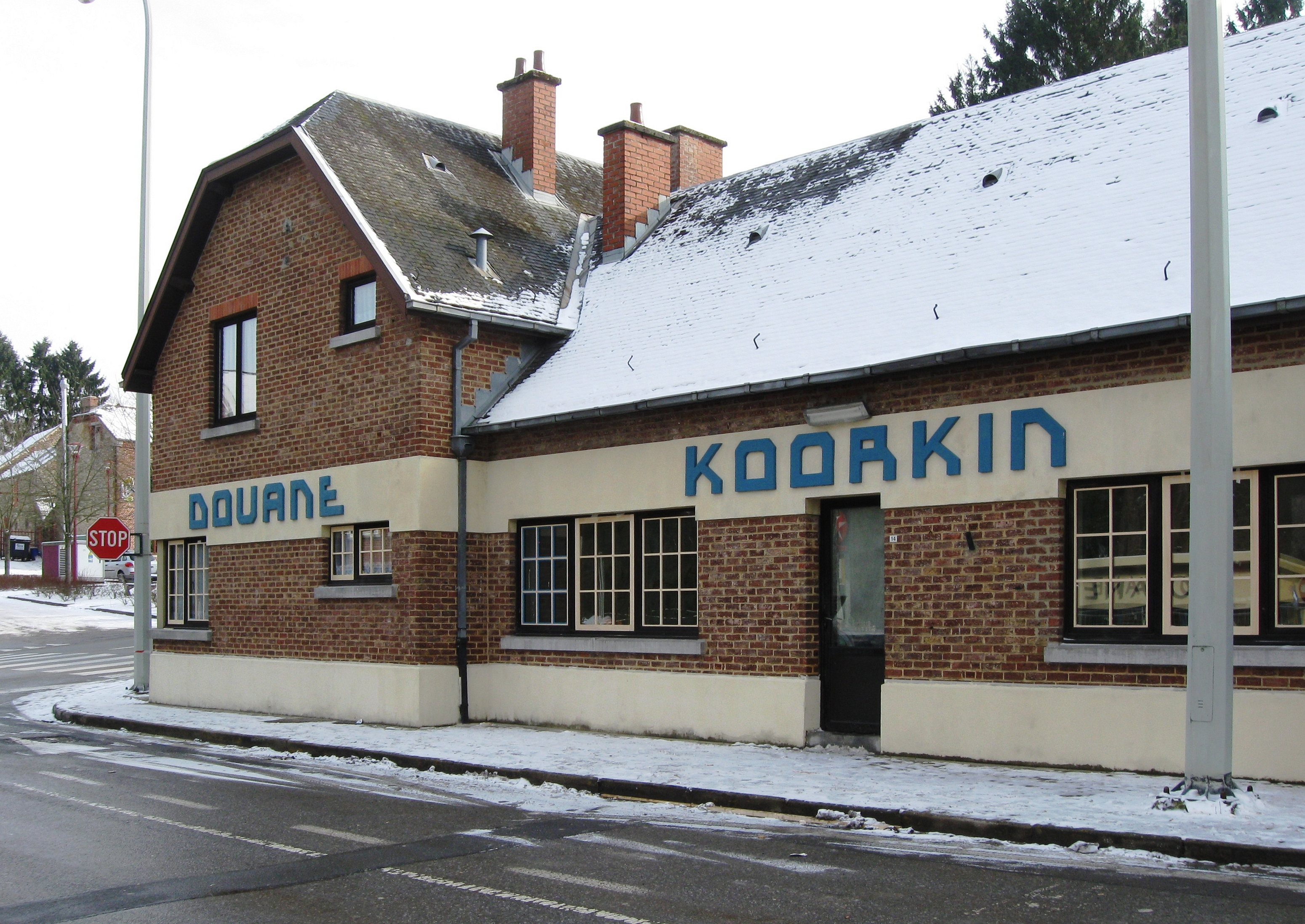
Macquenoise devenu Courquain ou Koorkin pour les besoins du film Rien à déclarer de et avec Dany Boon.

Le village servit de décor au film Rien à déclarer de Dany Boon en 2010, notamment le site de la douane. Dans le film, le village est rebaptisé Courquain en français ou Koorkin en flamand.
Les communes de Hirson (France) et de Momignies (Belgique) ont développé, à l'ancien poste de douane de Macquenoise, un musée retraçant les anecdotes du tournage du film de Dany Boon ainsi qu'un parcours permettant d'en visiter les différents lieux dans la région.

## Personnalités liées à la commune
- L'écrivain Francis Dannemark y est né en 1955.